# Сегрилло, Анджело
Анджело де Оливейра Сегрилло (порт. Angelo de Oliveira Segrillo; род. 4 октября 1958, Рио-де-Жанейро) — бразильский историк, специализирующийся на изучении России, а также на сравнительных исследованиях России, Запада и Бразилии. Доктор философии. Профессор современной истории университета Сан-Паулу.

## Биография
Учился в американском университете штата Миссури, получил степень магистра в Государственном институте русского языка имени А. С. Пушкина в Москве и степень доктора философии в бразильском Федеральном университете Флуминенсе. В настоящее время профессор современной истории в университете Сан-Паулу.
Докторская диссертация профессора Сегрилло (опубликована под названием O Declínio dа URSS: um estudo das causas («Упадок СССР: исследование причин»)) была первой крупной бразильской научной работой с использованием исследований в бывших закрытых советских архивах. Он проанализировал упадок советской экономики в её последние десятилетия не как чисто внутренний процесс, а как процесс, связанный с изменениями в мировой экономике, которая переходила от фордистских к постфордистским парадигмам. Жёсткая, вертикально-ориентированная советская система была конкурентоспособной с Западом в предыдущие десятилетия, когда господствовал такой же жёсткий, вертикально-ориентированный фордизм. Однако, когда гибкие постфордистские парадигмы (такие как тойотизм) появились и установили новые правила игры, СССР затруднился адаптироваться к этим новым требованиям гибкости.
Особое место среди других книг, написанных Анджело Сегрилло на португальском языке, занимают Rússia e Brasil em Comparação («Россия и Бразилия в сравнении», сравнительный анализ российских и бразильских политических партий в процессе демократизации с 1985 года) и Rússia: Europa ou Ásia? («Россия: Европа или Азия?», о дебатах между западниками, славянофилами и евразийцами и как эти вопросы идентичности влияют на внешнюю политику России сегодня между Востоком и Западом).
Профессор Сегрилло предложил новый индекс для совместного измерения политической и экономической демократии в своей статье Liberalism, Marxism and Democratic Theory Revisited: Proposal of a Joint Index of Political and Economic Democracy. Он также представил первый полный перевод табели о рангах императора Петра I на английском и португальском языках.

## Избранная библиография
На русском языке
- Особенности экономического развития СССР в период научно-технической революции // Альтернативы. 1999. № 2. С. 157—161.
- Онтология и идеал социализма при Ленине, Троцком и Сталине: три спорных вопроса // Социалистический идеал и реальный социализм: Ленин, Троцкий, Сталин [под общ. ред. И. Г. Абрамсона и др.]. — Москва: ЛЕНАНД, 2011.
- Демократизация в России и Бразилии: сравнительный анализ // Альтернативы. 2010. № 4, С. 131—139.

На английском языке
- The Decline of the Soviet Union: A Hypothesis on Industrial Paradigms, Technological Revolutions and the Roots of Perestroika. LEA Working Paper Series, no. 2, December 2016.
- Liberalism, Marxism and Democratic Theory Revisited: Proposal of a Joint Index of Political and Economic Democracy. Brazilian Political Science Review, vol. 6, no. 2, pp. 8-27, 2012.
- A First Complete Translation into English of Peter the Great´s Original Table of Ranks: Observations on the Occurrence of a Black Hole in the Translation of Russian Historical Documents. LEA Working Paper Series, no. 1, November 2016.

На французском языке
- Occidentalisme, Slavophilie et Eurasianisme: Les Intellectuels et lês Homes Politiques à la Recherche de L´indentité Russe. In: Modernités Nationales, Modernités Importées: entre Ancien et Nouveau Monde XIXe-XXIe Siècle (org. Denis Rolland & Daniel Aarão Reis). Paris: L´Harmattan, 2012.
- Le Système Soviétique et la Modernité : quantifier la démocratie économique comme la démocratie libérale pour tenter un bilan comparatif. In: Modernités Alternatives: L´historien face aux discours et représentations de la modernité (org. Denis Rolland & Daniel Aarão Reis). Paris : L´Harmattan, 2009.

На португальском языке
- Rússia: Europa ou Ásia? A questão da identidade russa nos debates entre ocidentalistas, eslavófilos e eurasianistas e suas consequências hoje na política da Rússia entre Ocidente e Oriente. Curitiba: Prismas, 2016.
- De Gorbachev a Putin: a saga da Rússia do socialismo ao capitalismo. Curitiba: Prismas, 2015.
- Ásia e Europa em Comparação Histórica: o debate entre eurocentrismo e asiocentrismo na história econômica comparada de Ásia e Europa. Curitiba: Prismas, 2014.
- Os Russos. São Paulo: Contexto, 2012.
- Rússia e Brasil em Transformação: uma breve história dos partidos russos e brasileiros na democratização política. Rio de Janeiro: 7Letras, 2005.
- Herdeiros de Lenin: a história dos partidos comunistas na Rússia pós-soviética. Rio de Janeiro: 7Letras, 2003.
- O Declínio da URSS: um estudo das causas. Rio de Janeiro: Record, 2000 (2-е издание: Prismas, 2013).
- Tabela de Patentes de Pedro, o Grande (перевод). In: Segrillo, Angelo (org.) Rússia: ontem e hoje. São Paulo: FFLCH, 2016, pp. 139—149.11